# ۶۱۵ (پیش از میلاد)
۶۱۵ (پیش از میلاد) ۶۱۵مین سال قبل از تقویم میلادی است.